# Chiesa di San Michele (Taranto)

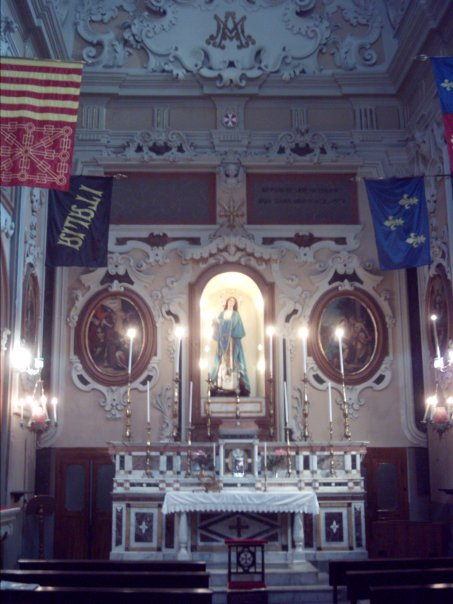
Interno della chiesa

La chiesa di San Michele è una chiesa di Taranto, con annesso convento, del XVIII secolo.
La chiesa e il convento furono costruiti nel 1713 in seguito al lascito di un ingente patrimonio da parte dal nobile tarantino Giovanbattista Protontino dopo la sua morte avvenuta nel 1649.
L'interno della chiesa presenta una ricca decorazione in stucco opera del tarantino Saverio Amodeo  eseguite nel 1756.
Il complesso fu destinato ad accogliere varie comunità religiose francescane: qui si installò la prima fraternità degli alcantarini dove sant'Egidio da Taranto avrebbe fatto il suo postulandato per iniziare la vita religiosa e in seguito vi ebbero sede le "monache cappuccinelle".
Dopo l'epoca napoleonica vi trovò sede la confraternita di Maria Santissima Immacolata, che vi edificò un oratorio dove i confratelli si riunivano per compiere gli atti di religione e le riunioni.
La chiesa è affidata da alcuni anni al Sovrano Militare Ordine di Malta che con la confraternita collabora al decoro della chiesa. Il complesso conventuale ospita oggi il conservatorio provinciale Giovanni Paisiello
Sull'altare maggiore è posta la statua dell'Immacolata.